# Réméréville
Réméréville est une commune française située dans le département de Meurthe-et-Moselle en région Grand Est.
Ses habitants sont appelés les Rémérévillois(es).

## Géographie
Réméréville est située aux carrefour des voies de circulations qui relient Nancy, Château-Salins et Lunéville.
Le territoire de la commune est limitrophe de 8 autres communes.
| Velaine-sous-Amance      | Champenoux Erbéviller-sur-Amezule |              |
| Buissoncourt             | Réméréville                       | Hoéville     |
| Haraucourt Gellenoncourt |                                   | Courbesseaux |

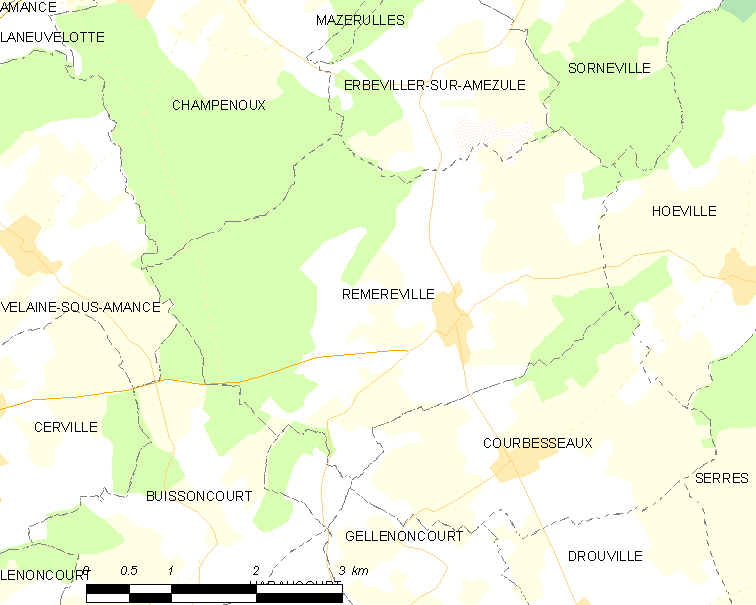
Carte de la commune.
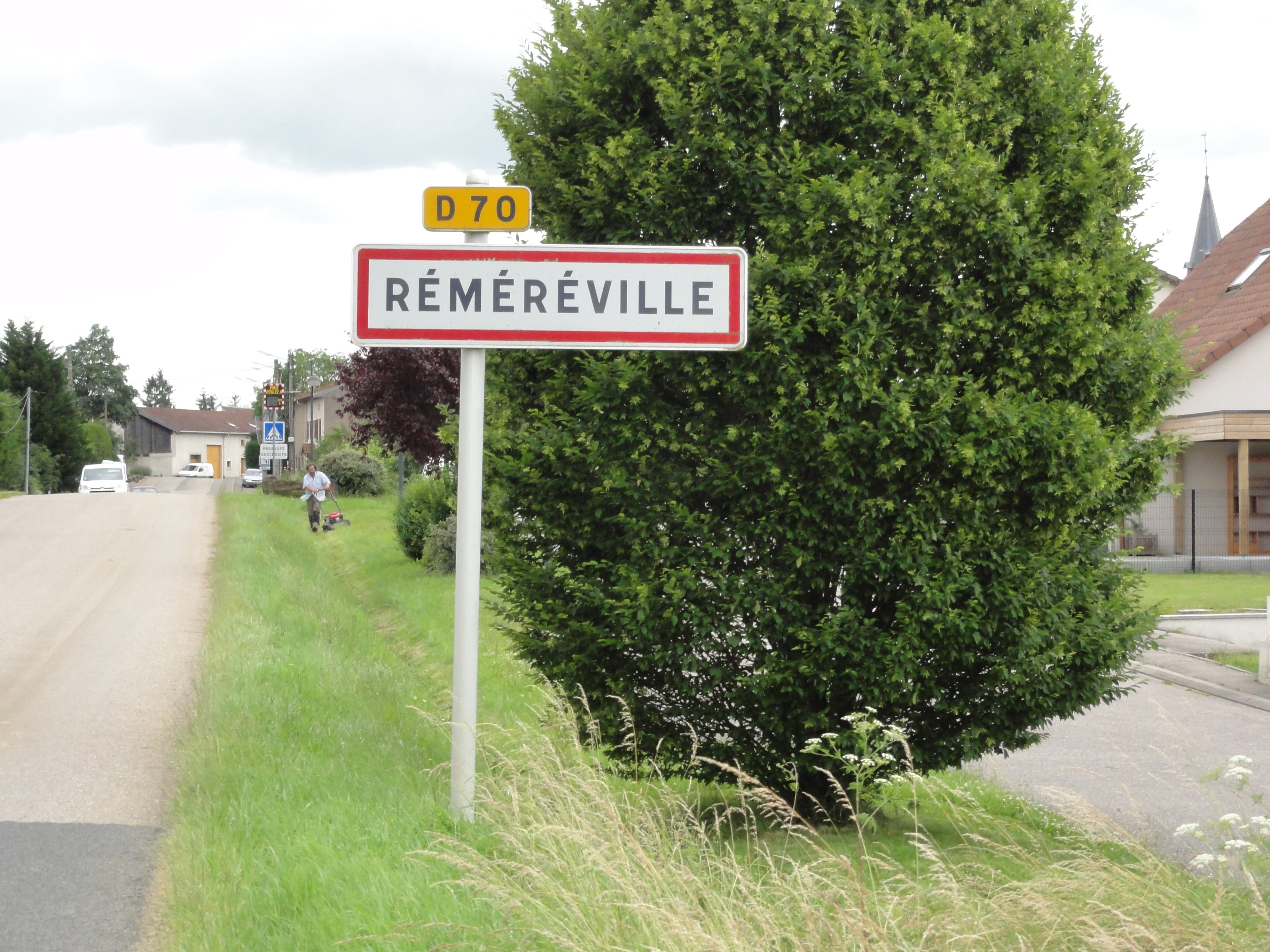
Entrée de Réméréville.
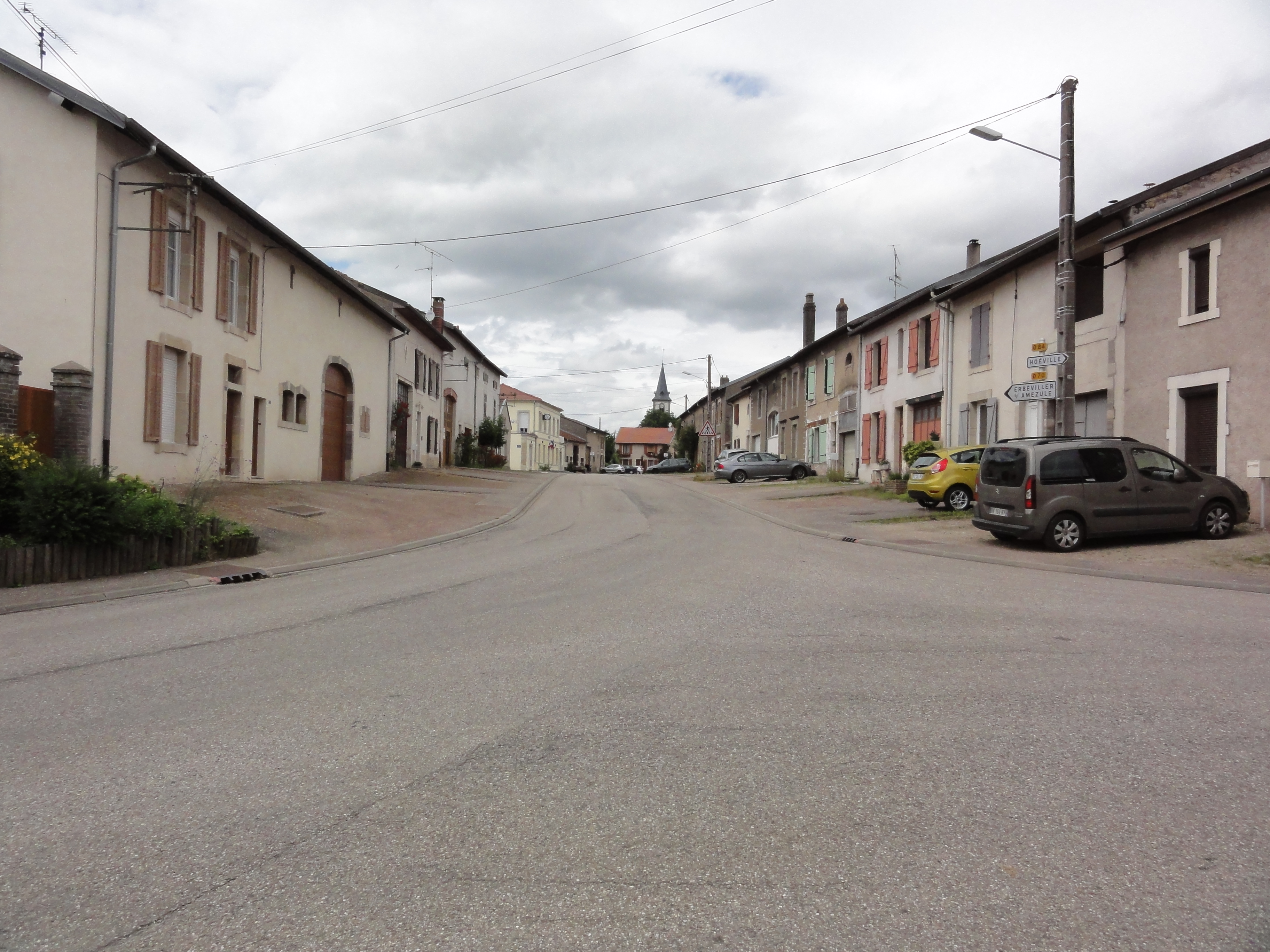
La rue Centrale.

### Hydrographie
La commune est dans le bassin versant du Rhin au sein du bassin Rhin-Meuse. La commune est traversée par un ruisseau à sec l'été mais au débit important l'hiver. Sur le premier cadastre, il était nommé « la Pissotte ». Sur la carte IGN, il est nommé « ruisseau de la forêt » en amont du village et « ruisseau de l'Embanie » en aval. Il reçoit le « ruisseau de Pétinpré » à la sortie Sud-Ouest du village et, un peu avant de se jeter dans la Roanne, il reçoit le « ruisseau des prés bises » qui a lui-même collecté le ruisseau « le Rupt du bois »,.
La Roanne longe en limite sud-ouest la commune. D'une longueur de 16 km, elle prend sa source dans la commune de Hoéville et se jette  dans la Meurthe à Saint-Nicolas-de-Port, après avoir traversé neuf communes.

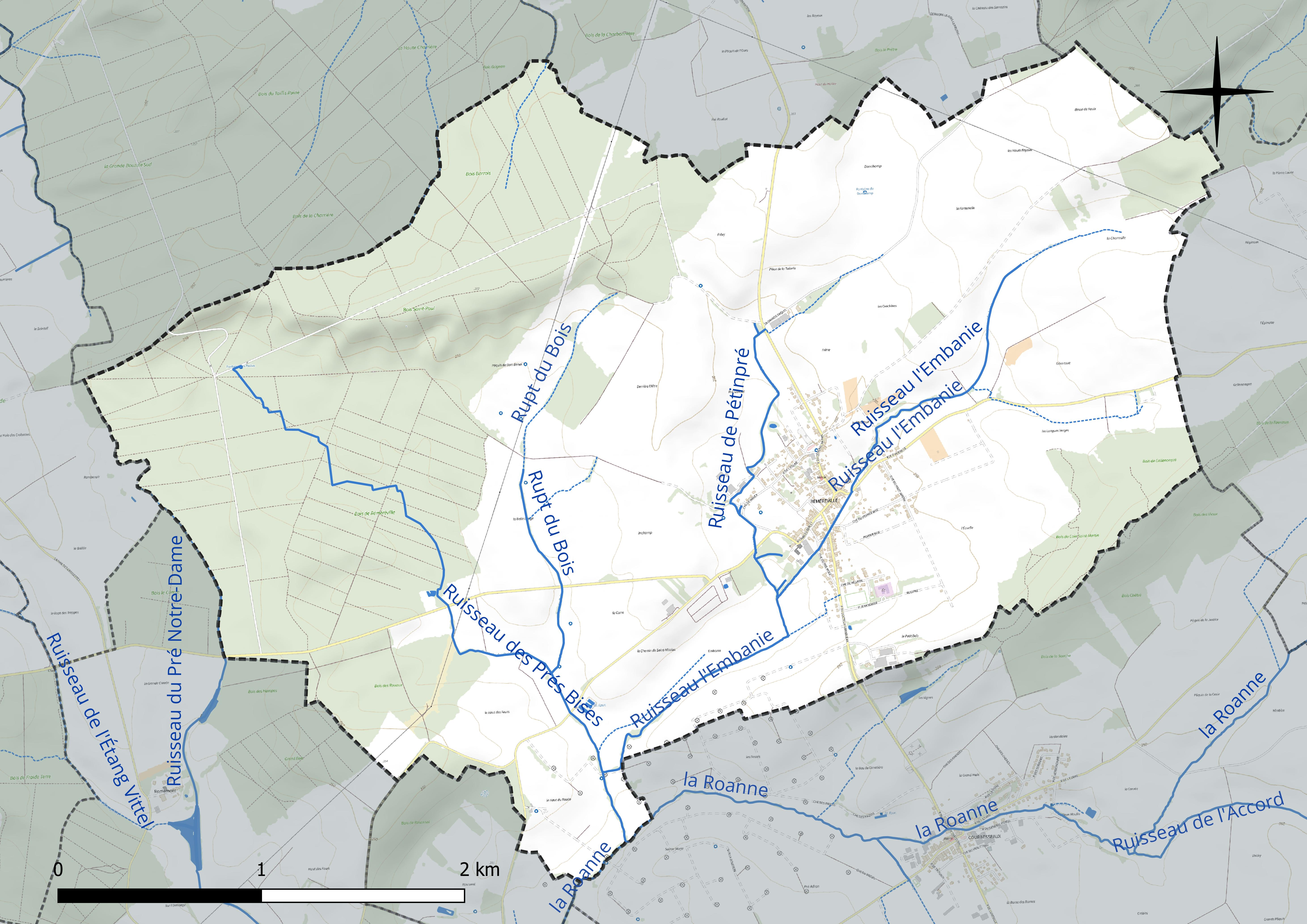
Réseau hydrographique de Réméréville.

### Climat
Pour des articles plus généraux, voir Climat du Grand Est et Climat de Meurthe-et-Moselle.
En 2010, le climat de la commune est de type climat océanique dégradé des plaines du Centre et du Nord, selon une étude du Centre national de la recherche scientifique s'appuyant sur une série de données couvrant la période 1971-2000. En 2020, Météo-France publie une typologie des climats de la France métropolitaine dans laquelle la commune est exposée à un climat semi-continental et est dans la région climatique  Lorraine, plateau de Langres, Morvan, caractérisée par un hiver rude (1,5 °C), des vents modérés et des brouillards fréquents en automne et hiver.
Pour la période 1971-2000, la température annuelle moyenne est de 9,7 °C, avec une amplitude thermique annuelle de 16,9 °C. Le cumul annuel moyen de précipitations est de 785 mm, avec 11,8 jours de précipitations en janvier et 9,4 jours en juillet. Pour la période 1991-2020, la température moyenne annuelle observée sur la station météorologique de Météo-France la plus proche, « Nancy-Essey », sur la commune de Tomblaine à 13 km à vol d'oiseau, est de 11,0 °C et le cumul annuel moyen de précipitations est de 746,3 mm. 
La température maximale relevée sur cette station est de 40,1 °C, atteinte le 24 juillet 2019 ; la température minimale est de −24,8 °C, atteinte le 21 février 1956,,.
Les paramètres climatiques de la commune ont été estimés pour le milieu du siècle (2041-2070) selon différents scénarios d'émission de gaz à effet de serre à partir des nouvelles projections climatiques de référence DRIAS-2020. Ils sont consultables sur un site dédié publié par Météo-France en novembre 2022.

## Urbanisme

### Typologie
Au 1er janvier 2024, Réméréville est catégorisée commune rurale à habitat dispersé, selon la nouvelle grille communale de densité à sept niveaux définie par l'Insee en 2022.
Elle est située hors unité urbaine. Par ailleurs la commune fait partie de l'aire d'attraction de Nancy, dont elle est une commune de la couronne,. Cette aire, qui regroupe 353 communes, est catégorisée dans les aires de 200 000 à moins de 700 000 habitants,.

### Occupation des sols
L'occupation des sols de la commune, telle qu'elle ressort de la base de données européenne d’occupation biophysique des sols Corine Land Cover (CLC), est marquée par l'importance des territoires agricoles (60,2 % en 2018), une proportion sensiblement équivalente à celle de 1990 (60,9 %). La répartition détaillée en 2018 est la suivante : forêts (36,6 %), terres arables (35,7 %), prairies (24,3 %), zones urbanisées (3,2 %), zones agricoles hétérogènes (0,2 %). L'évolution de l’occupation des sols de la commune et de ses infrastructures peut être observée sur les différentes représentations cartographiques du territoire : la carte de Cassini (XVIIIe siècle), la carte d'état-major (1820-1866) et les cartes ou photos aériennes de l'IGN pour la période actuelle (1950 à aujourd'hui).

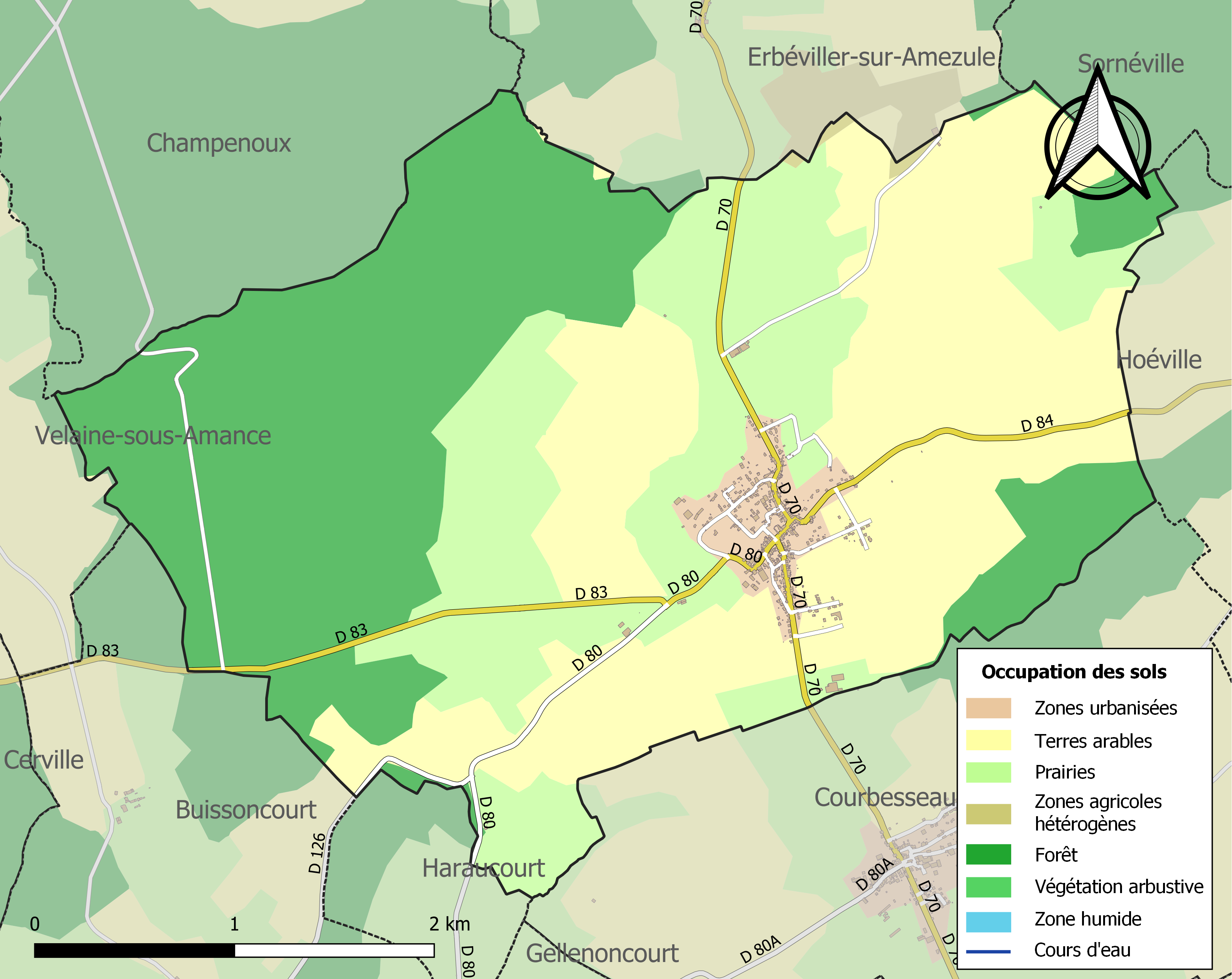
Carte des infrastructures et de l'occupation des sols de la commune en 2018 (CLC).

## Toponymie
Le village est mentionné sous les noms de : Ermerago Villa en 775, Ramei villa en 922, Ramereville en 1135, Ramereivilla en 1152, Ramereville en 1322, Remerevilla en 1402. En lorrain roman, on prononçait Rem'rainville.
Selon Marie-Thérèse Morlet, Ramheriaca Vîlla est composé du nom de personne franque Ramher suffixé avec Iaca Vîlla qui signifient grand domaine agricole ou grand ensemble foncier. Ce toponyme se serait formé entre le VIIe et le IXe siècle.
Il a existé, au moins jusqu'en 1792, un patronyme De Réméréville, porté dans la noblesse,,.

## Histoire
La première trace écrite de la commune remonte à 775.
Réméréville a été, pour l'essentiel de la période antérieure à 1551, une possession de la principauté épiscopale de Metz, tout en dépendant du diocèse de Toul sur le plan religieux. Réméréville devint française par L'annexion des trois évêchés, Metz, Toul et Verdun, en 1552.
Un étang, propriété de la principauté épiscopale de Metz, est mentionné en 1274 à Réméréville. Il n'est pas impossible qu'il s'agisse de celui de Buissoncourt, cette commune ayant appartenu à la Mairie de Réméréville.
En 1260, les religieux de l'abbaye de Senones cèdent les revenus de la cure de Réméréville à Giles de Sorcy, évêque de Toul.
En 1278, plusieurs places, dont Réméréville, sont enlevées à l'évêché de Metz par le duc de Lorraine. Elles sont finalement rendues sous l'arbitrage du pape Grégoire X lors du concile de Lyon ; mais avec l'engagement de payer une rançon.
En 1286, Bouchard d'Avesnes, évêque de Metz, engage le comté de Castres auprès de Ferry III, duc de Lorraine. Ce dernier refusant de restituer les biens, une guerre s'engage entre les deux États. En 1289, il est convenu entre eux que « les forteresses de Réméréville, Courbesseaux, Sornéville Etc resteront communes ». En 1290, le duc restitue à l'évêque : Condé (Custines), Deneuvre, Baccarat, Rambervillers, Réméréville et Buissoncourt.
Au XIVe siècle, Réméréville devient le chef-lieu d'une mairie comprenant Réméréville, Buissoncourt, Velaine-sous-amance et Erbéviller-sur-Amezule. Henri Lepage indique aussi les dépendances de Cercueil (Cerville) et le fief de Beaufort (Gellenoncourt) mais on sait par ailleurs que ces deux dernières revinrent rapidement au duché de Lorraine (voir la page de Buissoncourt sur Wikipedia à ce sujet). Courbesseaux a également dépendu de cette mairie avec cependant un statut particulier. Ce village avait son propre «sergent de ville», interdisant ainsi au «mayeur» de Réméréville d'intervenir à Courbesseaux.
En 1305, Thiébaut II duc de Lorraine est battu par deux fois à Réméréville et à Pulligny par Henri III de Vaudémont.
En 1413, le duc de Lorraine cède la moitié du village de Réméréville à l'évêque de Metz.
Vers 1500, Guillaume de Réméréville est seigneur du lieu. Il est également trésorier du duc de Lorraine et de sa mère, la duchesse.
En 1593, Charles II de Lorraine, évêque de Metz, reprend la moitié de la mairie de Réméréville lors de la cession de Marsal au duc de Lorraine.
Il a existé une tuilerie sur le territoire communal, au bord de la route menant à Erbéviller. Dans les comptes de la communauté d'Haraucourt pour l'année 1783, on trouve un devis pour travaux à faire sur la maison d'école. Il spécifie que les tuiles seront de la thuillerie de Rémereville. En 1822, on signale deux tuileries à Réméréville.
En 1789, le comte Dourche ou D'ourches est seigneur de Réméréville. Il a acheté cette seigneurie en 1787 à la famille De Schacken qui la tenait en héritage de la famille De France. Le compte D'Ourches représente la noblesse à l'Assemblée générale des trois ordres le 23 mars 1789 pour les états généraux dans le bailliage de Vic. Ourches fût un fief de Réméréville,.
En 1792, François Manel natif  de Réméréville entre dans l'armée et y reste jusqu'en 1815. Il participe à « quarante-quatre affaires » dont il récolte trois blessures. Jusqu'à la création de la médaille de Sainte-Hélène en 1857, il n'avait reçu aucune pension, ni aide, ni reconnaissance.
En 1849, on signale 58 cas de « choléra asiatique » dont 19 mortels.
Le territoire communal est remembré une première fois en 1883. Les géomètres sont Gorce et Maillot.
Le 1er juillet 1908, il est procédé à l'adjudication de création de caniveaux dans la rue de la Fontaine, d'auges et de pavage autour du lavoir.
Le 3 août 1914, alors que la France n'a pas encore officiellement déclaré la guerre, un accrochage a lieu a Réméréville. Des dragons français mettent en fuite un peloton de uhlans. Deux Allemands sont tués. Cet événement est souvent cité comme le premier combat de la grande guerre.
Le village est détruit et brûlé par les Allemands en 1914 puis reconstruit après la guerre.
La ville de Poitiers est marraine de guerre (1914-1918) de la commune.
À l'occasion des obsèques du maréchal Hidenbourg en 1934, le conseil municipal refuse à l'unanimité de mettre le drapeau en berne comme c'était demandé à toutes les communes de France.
Le décret du 22 décembre 1989 institue une concession minière de sel gemme appelée concession de Champenoux au profit de la Compagnie des Salins du Midi et Salines de l'Est. Le territoire de Réméréville est en partie inclus dans ce périmètre.

### Incidents de frontière
Le 21 mars 1887, un garde-champêtre allemand en uniforme entre en voiture en territoire français. Il poursuit une femme inculpée pour vol qui venait de s'évader. Cette dernière refuse de suivre le garde-champêtre allemand. Le garde est arrêté à Réméréville par les gendarmes français et reconduit à la frontière . Le même incident se reproduit le lendemain. Ces événements sont répertoriés comme violation du territoire français.

## Politique et administration
| Période                                  | Période       | Identité                                          | Étiquette | Qualité                   |
| ---------------------------------------- | ------------- | ------------------------------------------------- | --------- | ------------------------- |
| Les données manquantes sont à compléter. |               |                                                   |           |                           |
| avant octobre 1861                       |               | J-B Geoffroy                                      |           |                           |
|                                          | avant 1891    | Léopold Marcot                                    |           |                           |
| avant 1910                               |               | Mouginet                                          |           |                           |
| 1919 ?                                   | 1941          | Charles Berlet                                    | Royaliste | décédé en cours de mandat |
| avant mai 1948                           |               | Charles Gour                                      | RPF       |                           |
|                                          |               |                                                   |           |                           |
| 1971                                     | 1977          | Jean-Pierre Latscha                               |           |                           |
| 1977                                     | 2001          | Jean Venier                                       |           |                           |
| mars 2001                                | mars 2008     | Denis Grandmougin                                 |           |                           |
| mars 2008                                | 2011          | Agnès Pillot                                      |           |                           |
| 2011                                     | mars 2012     | Françoise Schlauder                               | PS        |                           |
| mars 2012                                | décembre 2012 | Dominique Duresne                                 |           |                           |
| janvier 2013                             | En cours      | Dominique Mouginet Réélu pour le mandat 2020-2026 | LR        |                           |

## Démographie
L'évolution du nombre d'habitants est connue à travers les recensements de la population effectués dans la commune depuis 1793. Pour les communes de moins de 10 000 habitants, une enquête de recensement portant sur toute la population est réalisée tous les cinq ans, les populations de référence des années intermédiaires étant quant à elles estimées par interpolation ou extrapolation. Pour la commune, le premier recensement exhaustif entrant dans le cadre du nouveau dispositif a été réalisé en 2006.

En 2022, la commune comptait 642 habitants, en évolution de +19,78 % par rapport à 2016 (Meurthe-et-Moselle : −0,13 %, France hors Mayotte : +2,11 %).
| 1793 | 1800 | 1806 | 1821 | 1831 | 1836 | 1841 | 1846 | 1851 |
| ---- | ---- | ---- | ---- | ---- | ---- | ---- | ---- | ---- |
| 399  | 390  | 390  | 434  | 425  | 471  | 482  | 503  | 528  |

| 1856 | 1861 | 1872 | 1876 | 1881 | 1886 | 1891 | 1896 | 1901 |
| ---- | ---- | ---- | ---- | ---- | ---- | ---- | ---- | ---- |
| 534  | 558  | 494  | 539  | 507  | 499  | 483  | 466  | 421  |

| 1906 | 1911 | 1921 | 1926 | 1931 | 1936 | 1946 | 1954 | 1962 |
| ---- | ---- | ---- | ---- | ---- | ---- | ---- | ---- | ---- |
| 393  | 400  | 314  | 291  | 320  | 311  | 278  | 287  | 277  |

| 1968 | 1975 | 1982 | 1990 | 1999 | 2006 | 2011 | 2016 | 2021 |
| ---- | ---- | ---- | ---- | ---- | ---- | ---- | ---- | ---- |
| 308  | 313  | 326  | 376  | 408  | 498  | 519  | 536  | 623  |

| 2022 | - | - | - | - | - | - | - | - |
| ---- | - | - | - | - | - | - | - | - |
| 642  | - | - | - | - | - | - | - | - |

## Enseignement
- L'ancienne école communale se situe à côté de la mairie restaurée. Un nouvel établissement, l'École de la Roanne, a été construite au sud du village. Cette dernière permet un regroupement scolaire des communes de Courbesseaux, Drouville, Hoéville et Réméréville.

## Culture locale et patrimoine

### Lieux et monuments
- Église paroissiale de la Nativité-de-la-Vierge : nef et tour XIXe (restaurées après 1918), chevet gothique du XVe. L'édifice a été partiellement reconstruit après la Première Guerre mondiale. À l'intérieur se trouvent deux statues du XIXe siècle, l'une en pierre, représentant la vierge et l'autre en bois doré, représentant une Vierge à l'enfant.
- Monument aux morts.
- Château du XVIe : tourelle et escalier à vis. Ce château est attesté en 1581, lorsque Didier d'Ourches, seigneur de Cercueil, reçoit des lettres d'immunité pour cette maison. Ce château est un ensemble formé de deux bâtiments principaux, l'un du XVIe siècle (ou début du XVIIe siècle), et l'autre du XVIIe siècle.
- Château du XVIIIe, dit " Maison de la cour ", est situé dans le village au sud-ouest de l'église. Un important colombier se dresse dans le jardin clos.
- Vainmoulin : au sud du territoire, un moulin à eau est représenté sur la carte de Cassini ainsi que sur l'ancienne carte d’état-major, en aval du ruisseau de l'Embannie. Il est également mentionné en 1822[33] et en 1927[55]. Il ne subsiste en 2019 que quelques traces à peine visibles. Dans le recueil des lettres patentes des ducs de Lorraine, on y lit que : le 29 octobre 1592, le duc Charles III de Lorraine permit au sieur de Gellenoncourt de bâtir un moulin à eau sur ses terres au finage de Réméréville, sur le ruisseau par où s'écoule l'eau de la fontaine dudit lieu. Dans les archives de la chambre des comptes de Lorraine, années 1595-1596, figure la mention de bois délivré à monsieur de Gellenoncourt pour réparer son moulin de Réméréville[56]. Dans le contrat de transformation de la chapelle de Gellenoncourt en église paroissiale en 1601, il est écrit : le seigneur dudit lieu ajoute une donation de bled de dix réseaux à lever sur son moulin de Vainmoulin assis au ban de Réméréville.
- Petit patrimoine : une croix de chemin ; un lavoir et une fontaine jadis utilisés.

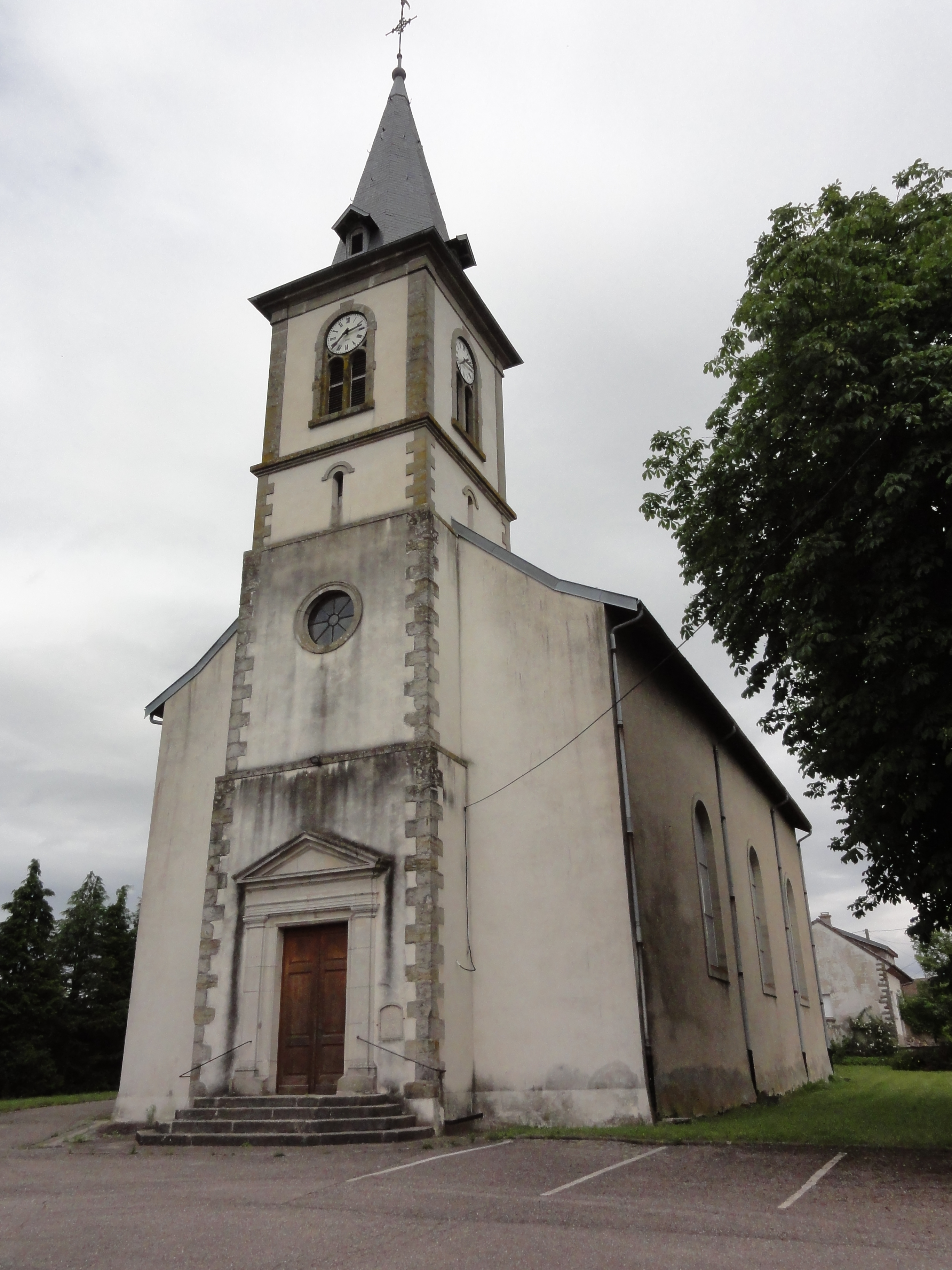
Église de la Nativité-de-la-Vierge.
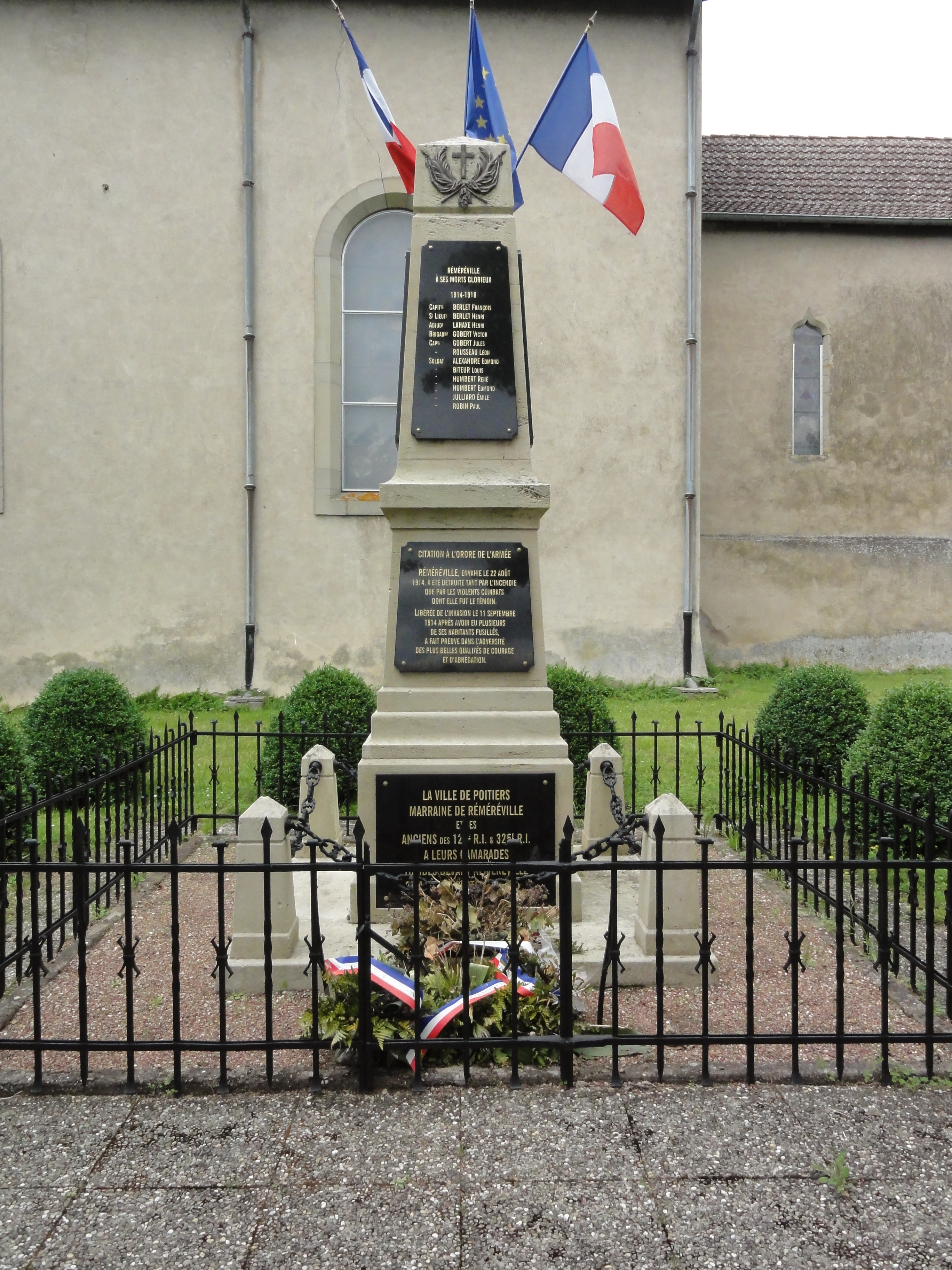
Monument aux morts.
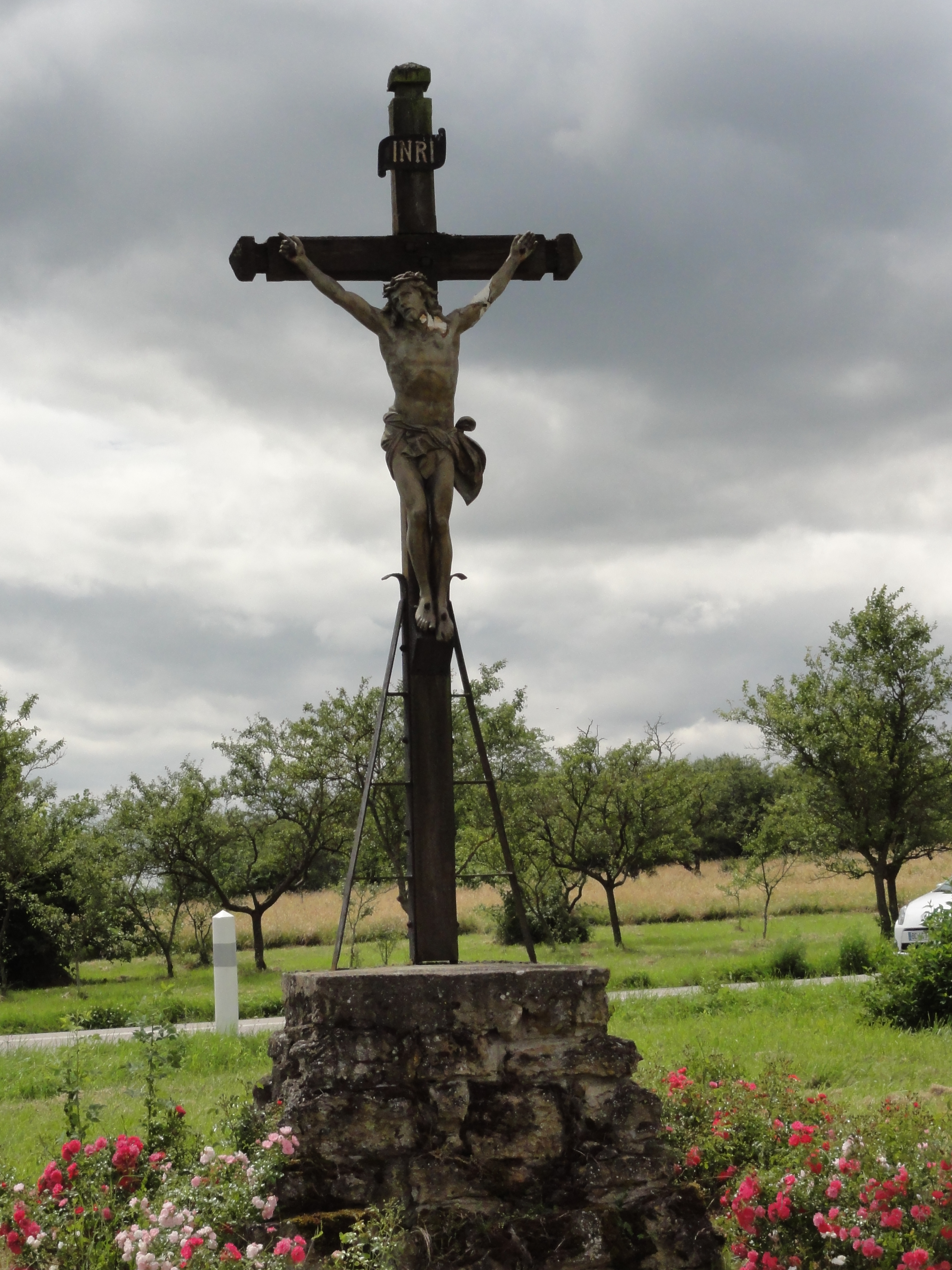
Croix de chemin.
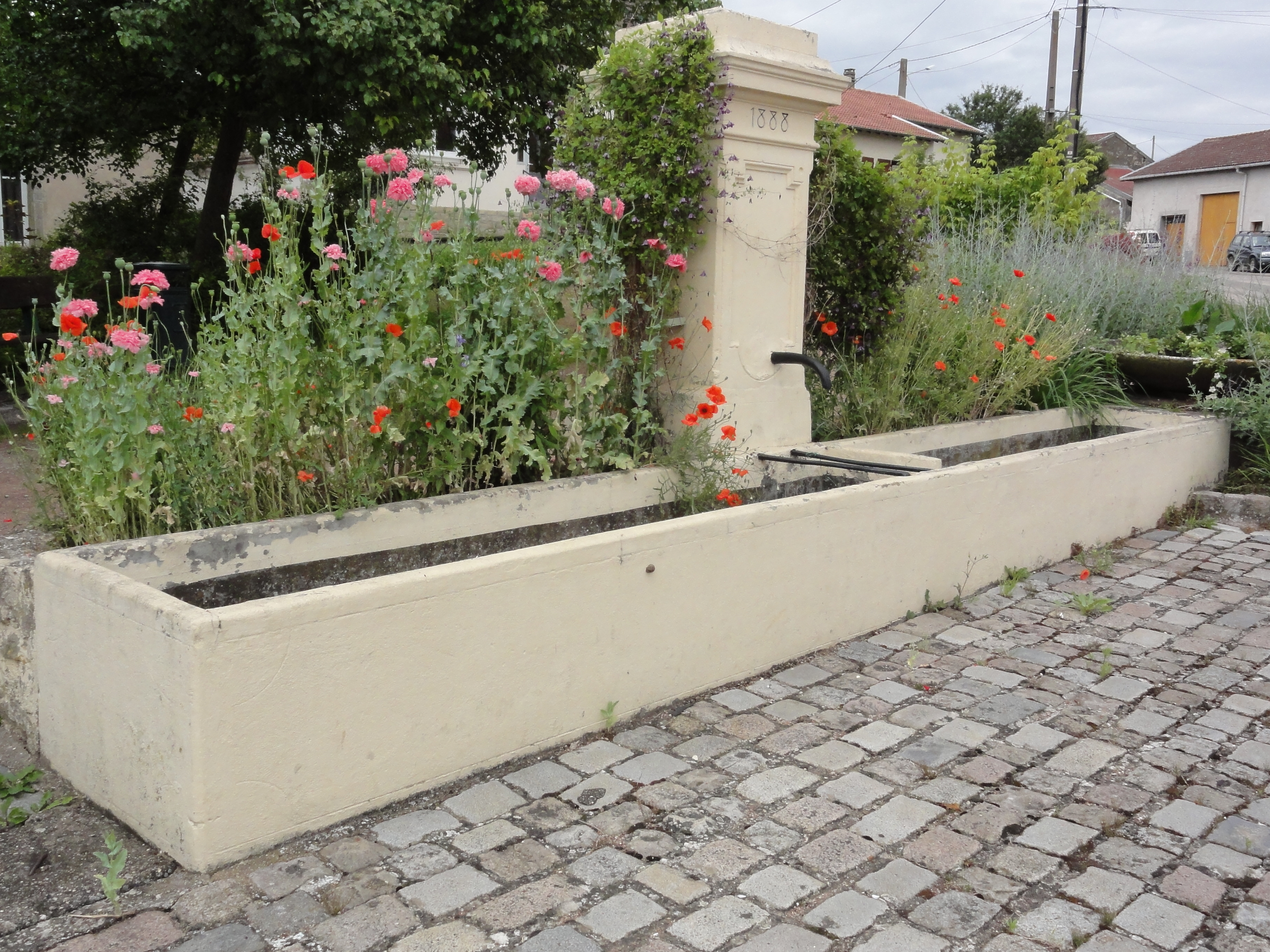
Fontaine.

### Personnalités liées à la commune
Étienne Nicolas Méhul, compositeur de musique né à Givet en 1763 et mort en 1817. Une partie de ses ancêtres sont originaires de Réméréville.
Charles Louis Dieudonné Grandjean, général de division, baron d'empire et comte de la restauration, est né à Nancy en 1768. Pendant une interruption de carrière  qui semble durer de 1794 à 1796, il s'installe à Réméréville chez son oncle Bernard Grandjean. Il reprend ensuite du service et s'illustre pendant les guerres napoléoniennes. Il fut également député de la Meurthe, pour l'arrondissement de Château-Salins de 1821 à 1823. Il décède à Nancy en 1828.
Charles Berlet né en 1878 et décédé en 1941. Avocat, ancien maire de Réméréville, surtout connu pour son livre : Un village lorrain pendant les mois d'août et septembre 1914.

### Héraldique
| Blason de Réméréville | Blason  | D'argent au lion issant de sable armé et lampassé de gueules coupé d'azur fretté de huit pièces d'argent. |
| Blason de Réméréville | Détails | Il s'agit des armes des anciens seigneurs de Réméréville, décrites dans l'armorial de Circourt. Cette famille ajoutait parfois un quartier " d'argent au perroquet de sinople ayant un collier grêlé de perle et posé sur une motte de sinople ". Dès le XVe siècle, cette famille partit s'installer en Provence. Le statut officiel du blason reste à déterminer. |

### Sobriquets
Les habitants de Réméréville avaient deux blasons populaires. Le premier était « les braves gens » mais on ne sait pas comment l'interpréter. Faut-il croire que les habitants bénéficiaient d'une réelle considération, ce qui est très rare puisque les blasons populaires sont moqueurs le plus souvent. Ou doit-on comprendre qu'il y a un sous-entendu : les pauvres d'esprit ?
Le second sobriquet se décline dans le dialecte lorrain : « les vahhes rochats d'Remrainville » qui se traduit par « les verts habits de Réméréville». Le rochat était l'habit du dimanche à la campagne jusqu'à la fin du XVIIIe siècle. La légende prétend qu'un tailleur d'habits local avait eu l'occasion d'acheter à bas prix un lot de tissu vert. Il aurait alors fabriqué un grand nombre d'habits dans cette matière.